# Zofia Więcławówna

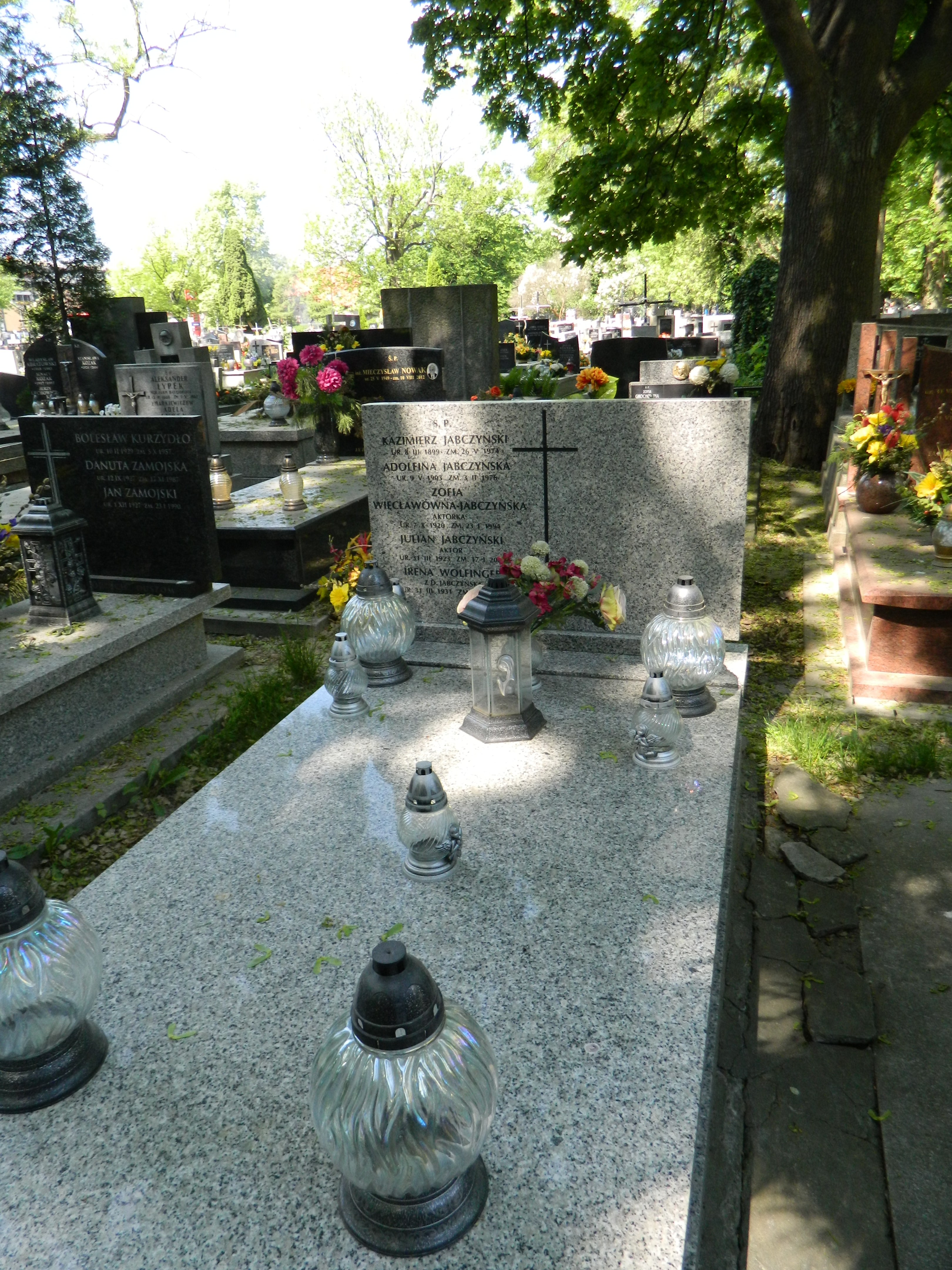
Grób Zofii Więcławówny-Jabczyńskiej na cmentarzu Rakowickim w Krakowie (kwatera L, rząd 3, miejsce 29)

Zofia Więcławówna (ur. 7 października 1920 w Krakowie, zm. 23 stycznia 1994 w Krakowie) – polska tancerka, aktorka teatralna i filmowa, choreograf, reżyser oraz pedagog PWST w Krakowie.

## Życiorys

### Kariera zawodowa
Zofia Więcławówna ukończyła szkołę baletową w Krakowie. Jeszcze podczas nauki w latach 1935–1936, statystowała w krakowskim Teatrze im. Słowackiego. W czasie okupacji tańczyła w jawnych przedstawieniach na scenie Starego Teatru. W latach 1944–1945 występowała w spektaklach Krakowskiego Teatru Powszechnego. W latach 1945–1947 był członkiem pierwszego powojennego zespołu Teatru Śląskiego w Katowicach. W tym czasie była też słuchaczką Studia Dramatycznego przy tym teatrze. W roku 1946 zdała eksternistyczny egzamin aktorski. Po powrocie do Krakowa grała w Miejskich Teatrach Dramatycznych. Po podziale scen (1954) grała w Starym Teatrze – do roku 1980. W latach 1963–1981 pracowała w PWST w Krakowie i prowadziła zajęcia z zakresu ruchu scenicznego. Przez wiele lat tworzyła i współtworzyła dziesiątki opracowań choreograficznych do przedstawień teatralnych.
Była żoną aktora Juliana Jabczyńskiego. Spoczywa na cmentarzu Rakowickim w Krakowie.

## Wybrane role teatralne
- 1945 – Moralność pani Dulskiej Gabriela Zapolska reż. Roman Zawistowski; Teatr Miejski im. Stanisława Wyspiańskiego Katowice – Mela Dulska
- 1945 – Jaś u raju bram Marian Hemar reż.Roman Zawistowski; Teatr Miejski im. Stanisława Wyspiańskiego Katowice – Basia
- 1945 – Wesele Stanisław Wyspiański reż. Bronisław Dąbrowski; Teatr Miejski im. Stanisława Wyspiańskiego Katowice – Haneczka
- 1945 – Moja siostra i ja Ralph Benatzky reż. Aleksander Bardini; Teatr Miejski im. Stanisława Wyspiańskiego Katowice – Peppina
- 1946 – Wieczór Trzech Króli William Szekspir reż. Bronisław Dąbrowski; Teatr Miejski im. Stanisława Wyspiańskiego Katowice – Maria
- 1946 – Krawiec w zamku Armont P., Marchand L. reż. Władysław Krzemiński; Teatr Miejski im. Stanisława Wyspiańskiego Katowice – Alicja de Pontbrisson
- 1946 – Roxy Barry Conners reż. Władysław Krzemiński; Teatr Miejski im. Stanisława Wyspiańskiego Katowice – Roxy
- 1946 – Rozbitki Józef Franciszek Bliziński reż. Janusz Warnecki; Teatr Miejski im. Stanisława Wyspiańskiego Katowice – Pola
- 1945 – Taniec księżniczki Ludwik Hieronim Morstin reż. Bronisław Dąbrowski; Teatr Miejski im. Stanisława Wyspiańskiego Katowice – Irena
- 1947 – Sen nocy letniej William Szekspir reż. Bronisław Dąbrowski; Teatr Miejski im. Stanisława Wyspiańskiego Katowice – Rusałka
- 1947 – Wieczór Trzech Króli William Szekspir reż. Bronisław Dąbrowski; Teatry Dramatyczne (Teatr im. Juliusza Słowackiego) Kraków – Maria
- 1948 – Szczęście Frania, reż. Janusz Warnecki, Teatr im. J. Słowackiego – Hela
- 1948 – Sen nocy letniej William Szekspir reż. Bronisław Dąbrowski; Teatry Dramatyczne (Teatr im. Juliusza Słowackiego) Kraków – Rusałka
- 1948 – Amfitrion 38 Jean Giraudoux reż. Bohdan Korzeniewski; Teatry Dramatyczne (Stary Teatr) Kraków – Leda
- 1948 – Romans z wodewilu Władysław Krzemiński reż. Władysław Krzemiński; Teatry Dramatyczne (Stary Teatr) Kraków – Wanda
- 1949 – Traktor i dziewczyna Tadeusz Kwiatkowski, Wilhelm Mach, Stefan Otwinowski reż. Władysław Krzemiński; Teatry Dramatyczne (Stary Teatr) Kraków – Krysia
- 1951 – Ciotunia Aleksander Fredro reż. Roman Niewiarowicz; Teatry Dramatyczne (Stary Teatr) Kraków – Flora
- 1952 – Pociąg do Marsylii Krzysztof Gruszczyński reż. Lidia Zamkow; Teatry Dramatyczne (Stary Teatr) Kraków – Dominique
- 1953 – Turcaret Alain-René Lesage reż. Lidia Zamkow; Teatry Dramatyczne (Stary Teatr) Kraków – Marcysia
- 1956 – Dom Bernardy Alba Federico García Lorca reż. Halina Gall; Stary Teatr w Krakowie – służąca
- 1957 – Dom otwarty Michał Bałucki reż. Roman Zawistowski, Bronisław Dąbrowski; Stary Teatr w Krakowie – Miecia
- 1957 – Czarująca szewcowa Federico García Lorca reż. Tadeusz Kantor, Marian Słojkowsk; Stary Teatr w Krakowie – sąsiadka w stroju żółtym
- 1958 – Jaki piękny dzień! Michel de Ghelderode reż. Jerzy Kaliszewski; Stary Teatr w Krakowie – sprzedawczyni piosenek
- 1960 – Na dnie Maksim Gorki reż. Lidia Słomczyńska; Stary Teatr w Krakowie – żona ślusarza
- 1961 – Kolega Johannes Mario Simmel reż. Jerzy Ronard Bujański; Stary Teatr w Krakowie – pani Sander
- 1961 – Orfeusz w wężowej skórze Tennessee Williams reż. Jerzy Jarocki; Stary Teatr w Krakowie – Dolly Hamma
- 1962 – Ktoś dzwoni Henryk Vogler reż. Władysław Krzemiński; Stary Teatr w Krakowie – Ewa
- 1963 – Sen Fiodor Dostojewski reż. Lidia Zamkow; Stary Teatr w Krakowie – Nastazja
- 1963 – Wesele Stanisław Wyspiański reż. Andrzej Wajda; Stary Teatr w Krakowie – gospodyni
- 1965 – Zaproszenie do zamku Jean Anouilh reż. Zdzisław Tobiasz; Stary Teatr w Krakowie – panna Capulat
- 1965 – Nie-Boska komedia Zygmunt Krasiński reż. Konrad Swinarski; Stary Teatr w Krakowie – żebraczka
- 1965 – Pastorałka Leon Schiller reż. Andrzej Witkowski; Stary Teatr w Krakowie – Śmierć
- 1966 – Mizantrop Molier reż. Zygmunt Hübner; Stary Teatr w Krakowie – gospodyni
- 1966 – Zmierzch Isaak Babel reż. Jerzy Jarocki; Stary Teatr w Krakowie – Madame Popiatnik
- 1968 – Anabaptyści Friedrich Dürrenmatt reż. Zygmunt Hübner Stary Teatr w Krakowie – Anabaptystka / pani Friese
- 1969 – Kurdesz Ernest Bryll reż. Bogdan Hussakowski Stary Teatr w Krakowie – Gospodyni
- 1970 – Król Mięsopust Jarosław Marek Rymkiewicz reż. Bogdan Hussakowski Stary Teatr w Krakowie
- 1972 – Stanisław Brzozowski i jego... I.Kasprzysiak, Tadeusz Malak reż. Tadeusz Malak Stary Teatr w Krakowie – A.Nałkowska
- 1972 – Matka Stanisław Ignacy Witkiewicz reż. Jerzy Jarocki Stary Teatr w Krakowie – Józefa Obrock
- 1973 – Dziady Adam Mickiewicz, reż. Konrad Swinarski, Stary Teatr w Krakowie – księżna
- 1973 – Proces Franz Kafka reż. Jerzy Jarocki Stary Teatr w Krakowie – kobieta
- 1973 – Dom otwarty Michał Bałucki reż. Jerzy Kreczmar Stary Teatr w Krakowie – Katarzyna
- 1975 – Wiśniowy sad Anton Czechow reż. Jerzy Jarocki Stary Teatr w Krakowie – Szarlotta
- 1976 – Małe kroki, wielkie kroki Maciej Karpiński reż. Maciej Karpiński Stary Teatr w Krakowie – matka
- 1978 – Iwona, księżniczka Burgunda Witold Gombrowicz reż. Krystian Lupa Stary Teatr w Krakowie – ciotka Iwony
- 1978 – Z biegiem lat, z biegiem dni... Joanna Olczak-Ronikier reż. Andrzej Wajda Stary Teatr w Krakowie – matka Zosi, Maska V
- 1979 – Sen o bezgrzesznej Stefan Żeromski reż. Jerzy Jarocki Stary Teatr w Krakowie – dama na balu
- 1979 – Egzamin Jan Paweł Gawlik reż. Edward Lubaszenko Stary Teatr w Krakowie – prof. Zemankowa
- 1980 – Romans z wodewilu Władysław Krzemiński reż. Marta Stebnicka Stary Teatr w Krakowie – Katarzyna; pani
- 1981 – Tragiczna historia Hamleta księcia Danii William Szekspir reż. Andrzej Wajda Stary Teatr w Krakowie – dama dworu
- 1982 – Oresteja Ajschylos reż. Zygmunt Hübner Stary Teatr w Krakowie – jedna z Chóru Erynii
- 1984 – Don Carlos Friedrich Schiller reż. Laco Adamík Stary Teatr w Krakowie – nauczyciel tańca
- 1988 – Operetka Witold Gombrowicz reż. Tadeusz Bradecki Stary Teatr w Krakowie – dama

## Teatr Telewizji
- 1968 – Nikołaj Gogol Ożenek reż. Andrzej Szafiański – Arina
- 1972 – François Villon Wielki testament reż. Irena Wollen – Gamratka Płatnerka
- 1975 – Anton Czechow Czajka reż. Irena Wollen – Paulina
- 1975 – Stefan Żeromski Grzech reż. Irena Babel – Wuliczka
- 1976 – Stanisław Ignacy Witkiewicz Matka reż. Jerzy Jarocki – Józefa Obrock
- 1983 – Adam Mickiewicz Dziady reż. Konrad Swinarski – Gubernatorowa
- 1984 – Zofia Nałkowska Granica reż. Jan Błeszyński – Michalina
- 1986 – Witold Gombrowicz Ferdydurke reż. Maciej Wojtyszko – Chłopka
- 1989 – Nikołaj Erdman Samobójca reż. Kazimierz Kutz

## Filmografia
- 1988 – Kolory kochania (Tekla),
- 1987 – Śmierć Johna L. – obsada aktorska,
- 1985 – Tumor Witkacego – obsada aktorska,
- 1985 – Ognisty abnioł(wróżbiarka),
- 1980 – Z biegiem lat, z biegiem dni… – matka Zośki (odc. 4 i 6)
- 1974 – Janosik – dama do towarzystwa Klarysy (nie występuje w czołówce),
- 1973 – Janosik – dama do towarzystwa Klarysy, odcinki: Pierwsze nauki (1), Tańcowali zbójnicy (5)
- 1972 – Przeprowadzka – obsada aktorska,
- 1971 – Bolesław Śmiały – obsada aktorska,